# Branko Strupar
Branko Strupar (ur. 9 lipca 1970 w Zagrzebiu) – belgijski piłkarz pochodzenia chorwackiego, grający na pozycji napastnika.

## Kariera klubowa
Strupar urodził się w stolicy Chorwacji, Zagrzebiu. Jego pierwszym klubem w karierze był mały klub z przedmieść miasta o nazwie Spansko Zagrzeb. Gdy skończył wiek juniora podjął treningi w NK Zagrzeb, a w 1989 roku został włączony do kadry pierwszej drużyny i w sezonie 89/90 zadebiutował w 3. lidze Jugosławii. Z drużyną NK awansował o szczebel wyżej, a rok później do pierwszej ligi. Jednak w 1991 po rozpadzie Jugosławii powstała liga chorwacka i NK Zagrzeb do rozgrywek ligi jugosłowiańskiej już nie przystąpił. W rorzgrywkach ligi chorwackiej Strupar grał w zagrzebskim klubie w pierwszej jedenastce i radził sobie całkiem nieźle. W sezonie 1992/1993 wywalczył 3. miejsce w ekstraklasie, a w 1993/1994 wicemistrzostwo kraju. Latem 1994 Strupar zdecydował się opuścić ojczyznę i zasilił szeregi drugoligowego zespołu belgijskiego Racingu Genk. Na zapleczu Eerste Klasse grał przez 2 lata i w sezonie 1995/1996 walnie przyczynił się do zajęcia przez Genk 2. miejsca w lidze i awansu do ekstraklasy Belgii. W pierwszej lidze Strupar także błyszczał i z roku na rok stawał się gwiazdą w Belgii. W pierwszym sezonie w ekstraklasie jego 12 goli dało Genk 8. miejsce. W sezonie 1997/1998 Genk było rewelacją sezonu. Zdobyło wicemistrzostwo kraju, a wielki sukces osiągnęło także w Pucharze Belgii wygrywając w finale 4:0 z dopiero co koronowanym mistrzem kraju Club Brugge. Sam Strupar zrobił furorę i z 22 golami został trzecim z kolei królem strzelców pochodzącym z Chorwacji (w 1996 roku był nim Mario Stanić, a w 1997 Robert Špehar). Dodatkowo gazeta Het Laatste Nieuws uznała Strupara piłkarzem roku i Branko otrzymał nagrodę „Złotego Buta”. Rok później Genk odniósł kolejny wielki sukces po raz pierwszy w historii zdobywając mistrzostwo Belgii, a Strupar po raz kolejny pokazał wielką klasę zdobywając 18 goli i będąc najlepszym strzelcem zespołu. Struparem interesowały się kluby z czołowych lig Europy, w tym z Premiership i Bundesligi, jednak Branko zdecydował się zostać w Genk. Liczył także na to, iż awansuje ze swoją drużyną do fazy grupowej Ligi Mistrzów. W drugiej rundzie kwalifikacji Genk trafił na słoweński NK Maribor. W pierwszym meczu w Mariborze mistrz Belgii doznał sromotnej klęski przegrywając aż 1:5, a w rewanżu na własnym terenie nie zdołał odrobić strat i wygrał tylko 3:0 żegnając się tym samym z awansem do kolejnej rundy Ligi Mistrzów. Strupar rozegrał tylko rundę jesienną, w której zdobył 9 goli i w grudniu 1999 skorzystał z oferty angielskiego Derby County. 3 stycznia 2000 w 2. minucie meczu z Watfordem zdobył swoją pierwszą bramkę w Premiership i jak się okazało była to pierwsza bramka w oficjalnych rozgrywkach w Wielkiej Brytanii w nowym tysiącleciu. W 72. minucie zdobył drugą bramkę i Derby wygrało ten mecz 2:0. W całej rundzie wiosennej Strupar 5 razy wpisał się na listę strzelców, co pomogło drużynie Derby w zajęciu 16. miejsca i utrzymaniu się w lidze. W kolejnych trzech sezonach w Anglii szło mu dużo gorzej. Często leczył kontuzje i grał bardzo mało – przez 3 lata zagrał raptem w 26 meczach ligowych i zdobył 11 bramek. Na dodatek w sezonie 2001/2002 drużyna Derby spadła z ligi i przez kolejny rok Strupar pogrywał już tylko w Division One. W końcu latem 2003 zdecydował się powrócić do kraju, w którym się urodził i na zasadzie wolnego transferu przeszedł do Dinama Zagrzeb. W 13 meczach zdobył 7 bramek, a potem odniósł ciężką kontuzję i do końca sezonu nie pojawił się na boisku, a ostatecznie po sezonie zdecydował się zakończyć piłkarską karierę stając się na jej koniec wicemistrzem Chorwacji.

## Kariera reprezentacyjna
W 1999 Strupar otrzymał belgijskie obywatelstwo, gdyż ożenił się z Belgijką. Mógł wybierać, w której reprezentacji chce grać. Jednak ówczesny selekcjoner reprezentacji Chorwacji Miroslav Blažević nie wyraził zainteresowania Struparem i Branko wybrał reprezentację Belgii i 18 sierpnia 1999 zadebiutował w niej w przegranym 3:4 meczu z reprezentacją Finlandii, gdy w 46. minucie zmienił Jurgena Cavensa. Swoją pierwszą bramkę zdobył już w drugim występie w kadrze – 4 września 1999 w zremisowanym aż 5:5 meczu z reprezentacją Holandii – Strupar wpisał się wówczas na listę strzelców w 9. i 29. minucie spotkania. W 2000 selekcjoner Robert Waseige powołał Strupara do kadry na finały Euro 2000, których Belgowie byli gospodarzami. Tam Strupar zagrał we wszystkich trzech meczach – ze Szwecją (2:1), Włochami (0:2) i Turcją (0:2). Nie zdobył bramki, a Belgowie pożegnali się z mistrzostwami już po fazie grupowej. Kolejną i ostatnią wielką imprezą, na której zagrał Strupar, były Mistrzostwa Świata w 2002. Tam Branko zagrał w dwóch pierwszych meczach – z Japonią (2:2) oraz Tunezją, ale wypadł na tyle słabo, że w kolejnych meczach turnieju już nie zagrał. Jak się później okazało mecz z Tunezją był jego ostatnim w karierze reprezentacyjnej. Ogółem w kadrze zagrał 17 meczów i zdobył 5 bramek.

## Sukcesy
- wicemistrzostwo Chorwacji: 1994 z NK Zagrzeb, 2004 z Dinamem Zagrzeb
- mistrzostwo Belgii: 1998 z Racingiem Genk
- Puchar Belgii: 1997 z Racingiem Genk
- wicemistrzostwo Belgii: 1997 z Racingiem Genk
- uczestnik ME 2000 i MŚ 2002 z reprezentacją Belgii
- król strzelców belgijskiej ekstraklasy: 1998
- nagroda „Złotego Buta” dla piłkarza sezonu w Belgii: 1998.